# Monroe Center (Illinois)
Pour les articles homonymes, voir Monroe Center.
Monroe Center est un village situé au nord-est du comté d'Ogle dans l'Illinois, aux États-Unis,. Il est incorporé le 31 mars 2004.

## Démographie
Lors du recensement de 2010, le village comptait une population de 471 habitants. Elle est estimée, en 2016, à 451 habitants.

### Source de la traduction
- (en) Cet article est partiellement ou en totalité issu de l’article de Wikipédia en anglais intitulé « Monroe Center, Illinois » (voir la liste des auteurs).